# Vícestupňová raketa

Schéma různých typů vícestupňových raket

Vícestupňová raketa je princip konstrukce raket, který umožňuje efektivně dosáhnout vyšší rychlosti, než by bylo možné jen jednoduchou raketou. Vícestupňová raketa se skládá z více samostatných částí (stupňů), vybavených motory a palivem, které se během letu postupně oddělují. Stupně mohou být umístěny nad sebou, nebo vedle sebe.
Ve starší literatuře se lze setkat i s pojmem raketový vlak.[zdroj?] (Výraz Raketový vlak se spíše používá pro ruské projekty vlaků s balistickými střelami.)

## Princip
Podle Ciolkovského rovnice závisí rychlost, kterou raketa dosáhne, pouze na dvou parametrech: výtokové rychlosti plynů z raketového motoru a poměru mezi hmotností rakety (její konstrukce a užitečného zatížení) a paliva. Výtoková rychlost plynů z raketového motoru má fyzikální omezení, dané výhřevností paliv. Po volbě optimálního paliva lze tedy rychlost zvyšovat jen zlepšováním poměru mezi hmotností paliva a hmotnosti konstrukce rakety. Zlepšování tohoto poměru však naráží na technická omezení.
Řešení problému navrhli nezávisle přinejmenším čtyři vynálezci:
- Polák Kazimierz Siemienowicz
- Rus Konstantin Ciolkovskij
- Američan Robert Goddard
- Němec Hermann Oberth

Toto řešení spočívá v sestavení několika raket dohromady tak, že další raketa (označovaná jako stupeň) je nesena jako užitečné zatížení předchozí rakety. Po ukončení práce nižších stupňů jsou tyto odhozeny. V letu pokračují pouze zbývající vyšší stupně, které nemusejí urychlovat neužitečnou hmotnost již vyhořelých stupňů, jejich konstrukce, prázdných nádrží a motorů.
Na principu vícestupňové rakety pracují prakticky všechny současné nosné rakety a balistické střely.